# Kağıthane
Kağıthane, in passato Sadâbad (in greco Γλυκά Νερά?, Glykà Nerà, "acque dolci") è un distretto e un comune turchi soggetti al comune metropolitano di Istanbul.

## Geografia fisica
Kağıthane è situato nella parte europea della città. Si trova all'estremità settentrionale del Corno d'Oro, sul lato europeo di Istanbul. Esso si estende lungo le rive dei torrenti Alibeyköy e Kağıthane, che sfociano nel Corno d'Oro. 

## Origini del nome
Kağıthane significa in turco "casa di carta". 

## Storia
L'area formava parte della popolare zona per picnic nota come Acque Dolci d'Europa. Storicamente un distretto della classe operaia, Kağıthane è oggi parte di un'area di sviluppo immobiliare.

## Amministrazione
Il sindaco è Mevlüt Öztekin, del partito di governo Partito della Giustizia e dello Sviluppo. Kâğıthane ha fatto parte di Beyoğlu fino al 1954 e parte di Şişli tra il 1954 e il 1987.

## Geografia antropica

### Suddivisioni amministrative
Tra le mahalle di Kâğıthane vi sono Seyrantepe, Hamidiye, Çağlayan, Merkez (centro) e Gültepe. 

## Trasporti e comunicazioni
Kağıthane e Çağlayan sono servite da stazioni della linea di metropolitana M7.